# Eupithecia indefinata
Eupithecia indefinata là một loài bướm đêm trong họ Geometridae.